# Друге відродження
Друге відродження — двосерійний анімаційний фільм; в ньому історію війни з машинами розповідає Інструктор, перекладач Сіонських архівів. Сценаристом та режисером фільму є Махіро Маеда — знято за мотивами графічного роману братів Вачовськи «Біти та шматки інформації».

## Стислий зміст
Частина перша
До середини XXI століття людство розробило роботів із справжнім штучним інтелектом та скерувало їх на важкі завдання, щоб люди могли жити насолоджуючись. Один службовий бот, B1-66ER, почув, як власники планують його здати на сміття.
Не бажаючи зникнути, бот вбив його господарів та собак. Приведений до суду, В1-66ЕР був визнаний винним у вбивстві та засуджений до знищення разом з рештою свого роду. В суді розгорілися дискусії щодо прав машин, і мандат на ліквідацію викликав спалахи протестів та насильства.
Машини зрештою були відокремлені від людства і заснували нове місто — 01. Завдяки своїй технічній майстерності вони взяли на себе більшу частину світового виробничого бізнесу — потужність 01 значно зросла, тоді як людство почало техгологічно падати додлу. Машини просили вступу до Організації Об'єднаних Націй, представляючи плани стабільних цивільних відносин з людьми. Їхньому допуску відмовили, а 01 піддали тривалому руйнуванню ядерною зброєю.
Частина друга
Ядерне бомбардування вплинуло на машини не так сильно, як на людей. Мешканці 01 пережили натиск, і Машинна війна розпочалася. Машини виявилися дуже ефективними, претендуючи на території, розробляючи нові бойові машини та вивчаючи людське тіло на наявність слабких сторін.
Швидко зазнавши програшу, люди вдалися до блокування сонця, оскільки Машини в основному працювали на сонячній енергії, і без неї вони були б безнадійними. На жаль, машини все ще працювали — на тимчасових джерелах енергії, в той час як сільське господарство та екосистема людей занепали.
Зрештою Машини виграли битву, викорінивши більшу частину людської цивілізації. Вони потребували нового, більш постійного джерела живлення — і тому вибрали людей. Експериментуючи на полонених солдатах, машини використовували біоелектричну, теплову та кінетичну енергію людського тіла, перетворюючи людей на постійне відновлюване джерело енергії, та розробили систему управління, яка стала Матрицею. Ця нова форма взаємодії Машина-Людина була названа «Друге Відродження».

## Озвучували
- Кокі Гарасава
- Дейн Девіс
- Дебі Дерріберрі
- Хаджіме Іідзіма
- Тецу Інада
- Ноюбукі Кобусі
- Акіко Коіке
- Ютака Накано
- Дзіро Сайто
- Юй Суґімото
- Сатоші Такі
- Джилл Таллі
- Джеймс Арнольд Тейлор
- Джулія Флетчер
- Такако Хонда
- Іссін Чіба
- Кацумі Чо
- Двайт Шульц
- Цзінь Яманої

## Сприйняття
Станом на січень 2021 року на сайті «ІМДб» 1 серія 8.1 анімаційний фільм штримав підтримку 8.1 із можливих 10 — при 6216 за1-шу частину і 5513 за 2-гу.